# Норз-вест шельф ЗПГ
Норз-Вест-Шельф ЗПГ (North West Shelf) – завод із зрідження природного газу, споруджений на північному заході Австралії. Перший об`єкт такого типу в історії нафтогазової промисловості країни. 
Проект базується на ресурсах офшорних родовищ басейну Карнарвон, розробка яких почалась у 1984-му із запуском газопереробного заводу Каррата (Karratha), що спершу працював лише для задоволення внутрішніх потреб. З 1989-му він також почав забезпечувати перші дві лінії із виробництва ЗПГ, які після модернізації 1992-го року отримали здатність продукувати по 2,5 млн.т ЗПГ на рік. В 1993-му стала до ладу третя лінія такої ж потужності 2,5 млн.т, а в 2004 та 2008 роках запустили четверту та п'яту лінії з показниками по 4,4 млн тонн. Таким чином, загальна потужність напрямку зрідження досягнула 16,9 млн.т ЗПГ на рік (23,7 млрд.м3), що в кілька раз перевищувало виділений для австралійських споживачів ресурс.
Для зберігання ЗПГ призначені чотири резервуар об`ємом по 65000 м3.
Під час спорудження п`ятої лінії підсилили також портове господарство, для чого подовжили існуючий пірс та облаштували другий причал, після чого комплекс отримав змогу приймати газові танкери ємністю до 145000 м3.
Проект реалізовано шістьма учасниками з рівними долями: австралійськими Woodside (оператор) та BHP, нафтогазовими гігантами Chevron, BP та Shell, а також Japan Australia, що знаходиться у рівному володінні корпорацій Mitsubishi та Mitsui.